# 劉羽國
劉羽國（1556年—？），字辰熙，號淮瀾，河南南陽府唐縣人，民籍，明朝政治人物。

## 生平
河南鄉試第十八名，萬曆八年（1580年）庚辰科會試第一百九十一名，登三甲第三十六名進士。工部觀政，本年授榆次县知县，十一年调容城县，十二年调雄县，丁憂归乡。十五年复除邢台县，十七年升户部主事，十九年告终养。萬曆二十七年（1599年）降为山东运判，二十八年升济南府同知，管安乐知州事。

## 家族
曾祖劉寬；祖父劉虎；父劉堅，曾任壽官。母王氏。具庆下。